# Nicolae Grigorescu

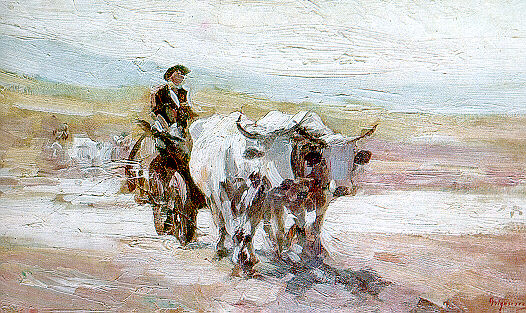
Car cu boi (Carro con buoi, 1899)

Nicolae Grigorescu (Pitaru, 15 maggio 1838 – Câmpina, 21 luglio 1907) è stato un pittore rumeno, considerato il fondatore della pittura rumena moderna, assieme a Ion Andreescu e Ștefan Luchian.

## Biografia
Figlio di Ion e Ruxandra, alla morte del padre, nel 1843 si trasferisce nella casa della zia, a Bucarest. Qui comincia col fare pratica dipingendo icone nello studio del pittore ceco Anton Chladek. Nell'anno 1850 finisce l'apprendistato e comincia a dipingere in proprio le icone che lui stesso comincia a vendere, oppure ad eseguire degli affreschi nelle chiese di Cădarușari, Zamfira, Agapia.
Nel 1861, grazie all'aiuto di Mihail Kogălniceanu, politico e uomo di cultura, riesce a ottenere una borsa di studio e parte per Parigi. Frequenta l'Accademia delle Belle Arti assieme a Jean-Baptiste Renoir. 
Passa l'estate a Barbizon – una piccola località nella foresta di Fontainebleau. Visita assiduamente i musei del Louvre e del Luxembourg, a Parigi, facendo copie dei maestri Rembrandt, Rubens, Salvator Rosa.
Nel 1864 va in Romania per un breve periodo, viaggiando per raccogliere il materiale di cui aveva bisogno per eseguire dei dipinti d'ispirazione rumena in vista della Mostra Internazionale, che avrà luogo a Parigi nel 1867. Al suo ritorno in Francia, abbandona gli studi classici e aderisce alla Scuola di Barbizon che esalta la filosofia dell'"en plein air", ovvero la pittura all'aria aperta. Comincia a fare allora i suoi primi passi verso la pittura impressionista.
Nel periodo 1877-1878, mandato sul fronte della guerra d'Indipendenza della Romania dalla Turchia, con i suoi abbozzi riesce a immortalare i momenti più significativi. Nel 1885 finisce il quadro "di guerra" più importante nella storia pittorica rumena: Atacul de la Smârdan (L'attacco di Smârdan – località nell'est della Romania, nel distretto di Galați), quadro commissionatogli dalle istituzioni di Bucarest.
Negli anni 1873 – 1874 viaggia in Italia, a Roma, Napoli, Pompei, in Grecia e a Vienna.
Espone spesso in Francia e in Romania - all'Intim Club, più volte all'Ateneo Rumeno inaugurato da poco, alle mostre organizzate dalla società "Ileana". Come protesta contro "l'arte ufficiale",  per un'arte non sottomessa al potere, partecipa nel 1896 alla "Mostra degli artisti indipendenti".
Nel 1899 è il primo artista a far parte dei membri dell'Accademia Rumena.
Muore nel luglio del 1907 a Câmpina, una città del sud-est della Romania, nel distretto di Prahova, dove si era trasferito nel 1890.

## Opere
- Nudo, II metà del XIX secolo, Bucarest, Muzeul de Arta
- Donna anziana di Brolles, II metà del XIX secolo, Bucarest, Muzeul de Arta
- Am Siretufer, II metà del XIX secolo, Bucarest, K.-H.-Zambaccian-Museum
- Attacco a Smirdan, studio, II metà del XIX secolo, Bucarest, Muzeul de Arta
- Contadina del Muscel, II metà del XIX secolo, Bucarest, Muzeul de Arta
- Contadino con Pitcher, II metà del XIX secolo, Bucarest, Muzeul de Arta
- Mendicante bretone, II metà del XIX secolo, Bucarest, Collezione G. Oprescu
- Primavera, II metà del XIX secolo, Bucarest, Muzeul de Arta
- Rocca di Fontainebleau, II metà del XIX secolo, Bucarest, Muzeul de Arta
- Pescatrice di Granville, 1880, Bucarest, collezione privata
- Agricoltore francese con il sacco sulle spalle, II metà del XIX secolo, Brașov, Museo d'Arte
- Donna di Rucar, II metà del XIX secolo Bucarest, Muzeul de Arta
- Alpinisti, II metà del XIX secolo, Bucarest, Muzeul de Arta
- Gli amanti della pittura, II metà del XIX secolo, Bucarest, Muzeul de Arta
- Stufa domestica a Rucar, II metà del XIX secolo, Bucarest, Muzeul de Arta
- Tornando dalla fiera, II metà del XIX secolo., Bucarest, Muzeul de Arta
- Corte di una casa colonica, II metà del XIX secolo, Bucarest, Muzeul de Arta
- Hora, II metà del XIX secolo, Bucarest, Muzeul de Arta
- In studio, II metà del XIX secolo, Bucarest, Muzeul de Arta
- Interior a Vitré, II metà del XIX secolo., Bucarest, Muzeul de Arta
- Italiani sulla collina del Pincio, II metà del XIX secolo, Bucarest, Muzeul de Arta
- Fiera, II metà del XIX secolo, Bucarest, Muzeul de Arta
- Fiera di Sinaia, II metà del XIX secolo, Cluj, Museo d'Arte
- Ebreo con oca  II metà del XIX secolo, Bucarest, Muzeul de Arta
- Chiesa cattolica in Cimpulung, II metà del XIX secolo, Bucarest, Muzeul de Arta
- Bambina, II metà del XIX secolo, Bucarest, Muzeul de Arta
- Testa di giovane contadina, II metà del XIX secolo, Bucarest, Muzeul de Arta
- Paesaggio, II metà del XIX secolo, Bucarest, Collezione Athanase Joja
- Ragazza con lo specchio, II metà del XIX secolo Bucarest, Collezione A. Pamula
- Ragazza alla porta, II metà del XIX secolo, Bucarest, Muzeul de Arta
- Testa di ragazza, II metà del XIX secolo, Collezione privata
- Maternità , 1867 circa, Bucarest, Museo K.-H.-Zambaccian
- Uomo riflessivo, II metà del XIX secolo, Bucarest, Muzeul de Arta
- Car cu boi[5], II metà del XIX secolo, Câmpina, Museo Nicolae Grigorescu
- Car cu boi[6], II metà del XIX secolo, Câmpina, Museo Nicolae Grigorescu
- Ritratto di Alexandrina Filionescu, II metà del XIX secolo, Bucarest, Collezione Maria Chihaiescu
- Ritratto di donna Alexianu, II metà del XIX secolo, Bucarest, Collezione G. Oprescu
- Ritratto del Dr. D. Grecescu, II metà del XIX secolo, Bucarest, Muzeul de Arta
- Ritratto di Großbanu Nasturel Herescu, II metà del XIX secolo, Bucarest, Muzeul de Arta
- Ritratto di Laforce, II metà del XIX secolo, Bucarest, Muzeul de Arta
- Ritratto di Matei Rudaru, II metà del XIX secolo, Iași, Museo d'Arte
- Ritratto di una donna[7], II metà del XIX secolo, Bucarest, Muzeul de Arta
- Ritratto di una donna[8], II metà del XIX secolo, Bucarest, Collezione N. Kretzulescu
- Ritratto di una ragazza[9], II metà del XIX secolo, Bucarest, K.-H.-Zambaccian Museum
- Ritratto di una ragazza[10], II metà del XIX secolo, Bucarest, Collezione G. Oprescu
- Posada, II metà del XIX secolo, Cluj, Museo d'Arte
- Hussar a cavallo, II metà del XIX secolo, Bucarest, Muzeul de Arta
- Concessione di Oratii, II metà del XIX secolo, Bucarest, Museo Simu
- Strada difficile, II metà del XIX secolo, Bucarest, Muzeul de Arta
- Autoritratto[11], II metà del XIX secolo, Bucarest, Museo K.-H.-Zambaccian
- Autoritratto[12], II metà del XIX secolo, Bucarest, Muzeul de Arta
- Autoritratto[13], 1868 Bucarest Museo d'Arte
- Autoritratto[14], II metà del XIX secolo. Collezione privata
- Natura morta con frutta, II metà del XIX secolo, Bucarest, Accademia
- Via a Dinan, II metà del XIX secolo, Bucarest, Muzeul de Arta
- Prigionieri turchi, II metà del XIX secolo, Cluj, Museo d'Arte
- Prima del bagno, II metà del XIX secolo, Bucarest, Museo K.-H.-Zambaccian
- Guardiano del Chailly, II metà del XIX secolo, Bucarest, Muzeul de Arta
- Radura, II metà del XIX secolo, Bucarest, Muzeul de Arta
- Due ubriachi, II metà del XIX secolo, Bucarest, Collezione ONIC Zambaccian

## Galleria d'immagini
- Le icone dipinte da Nicolae Grigorescu nella chiesa di Băicoi (1853)

"Le
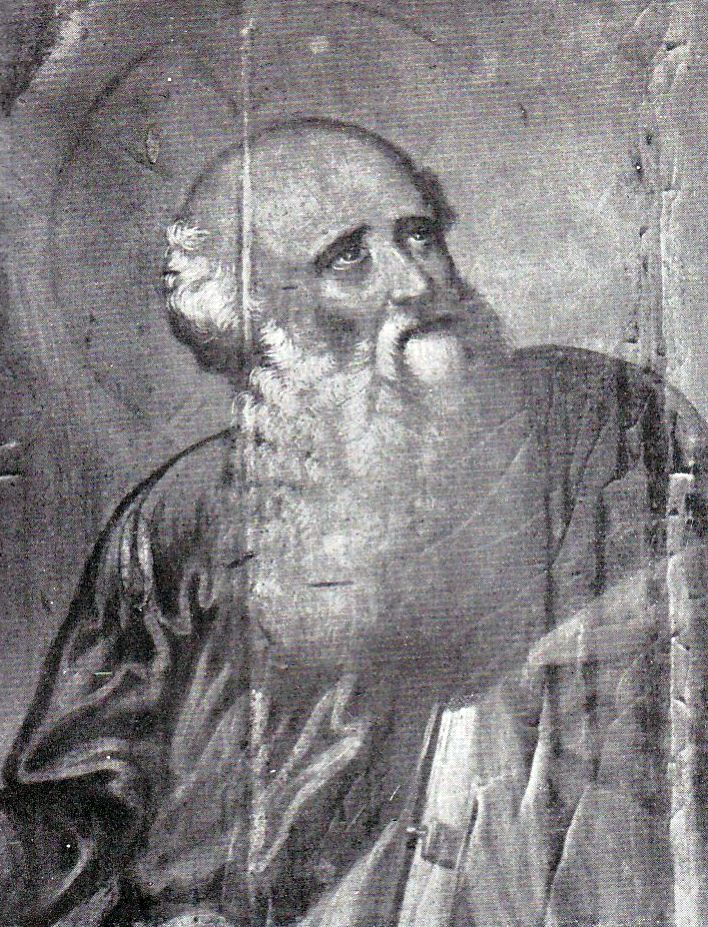
L'evangelista Matteo
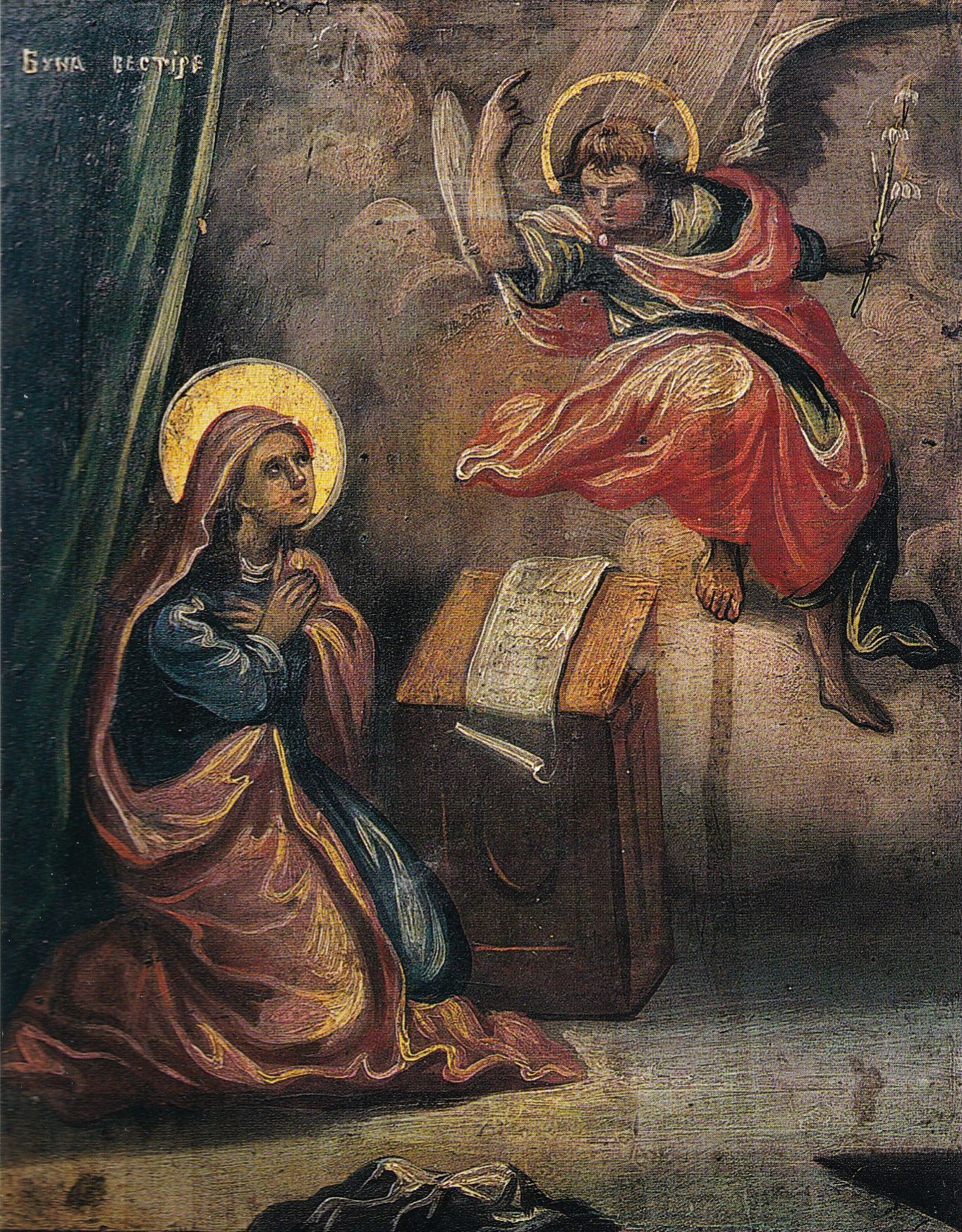
L'Annunciazione
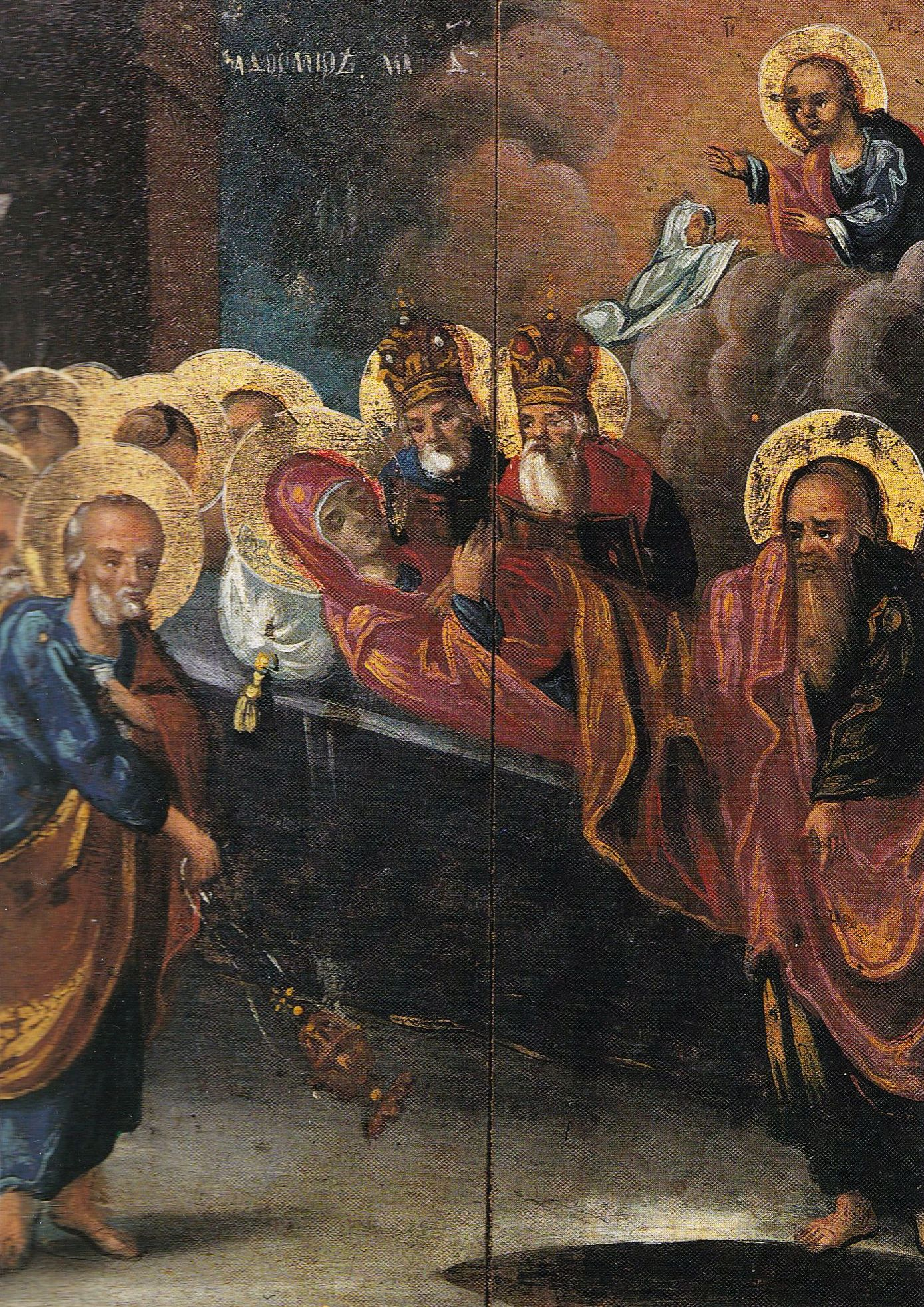
La morte della vergine Maria
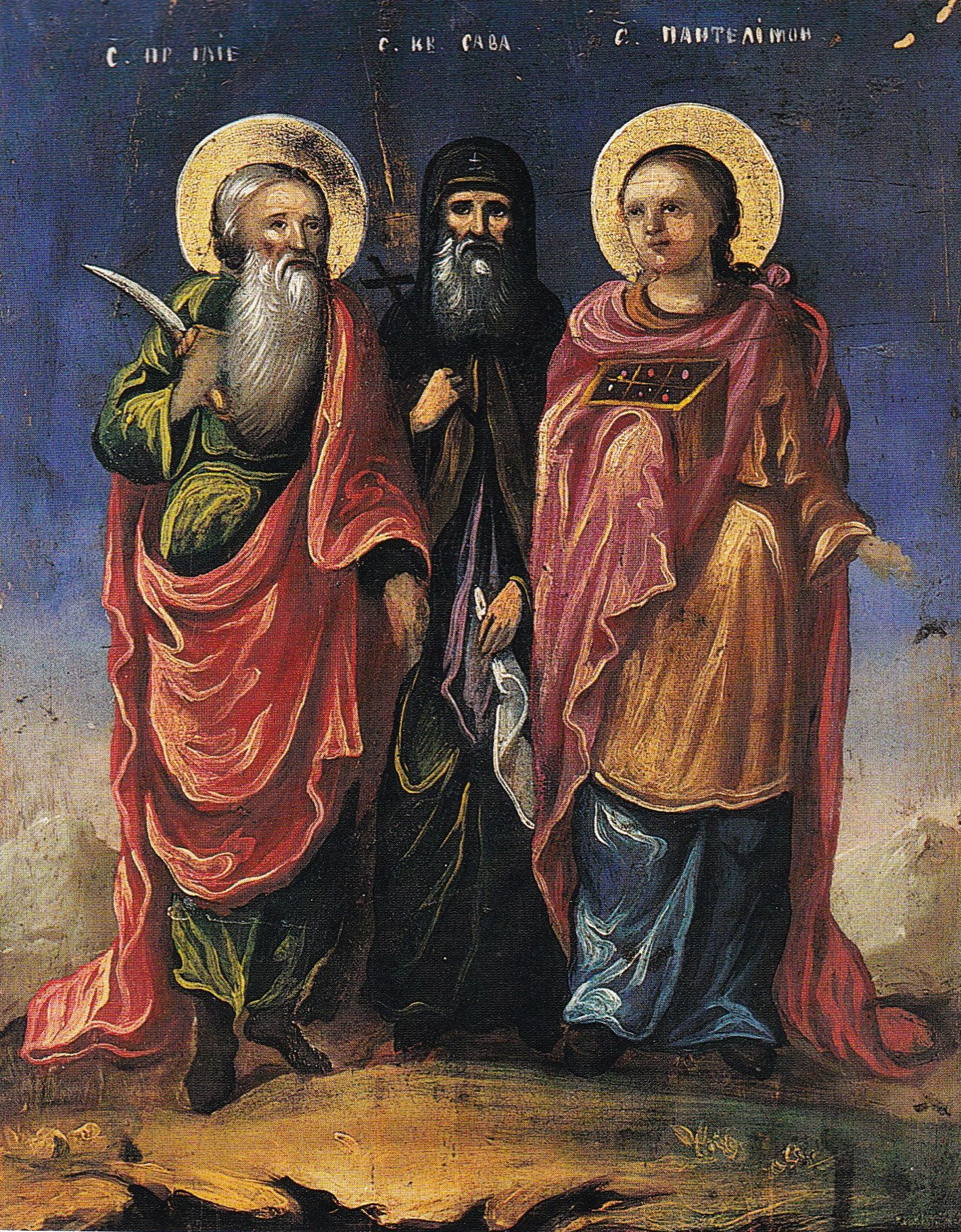
I santi Ilie, Sava e Pantelimon
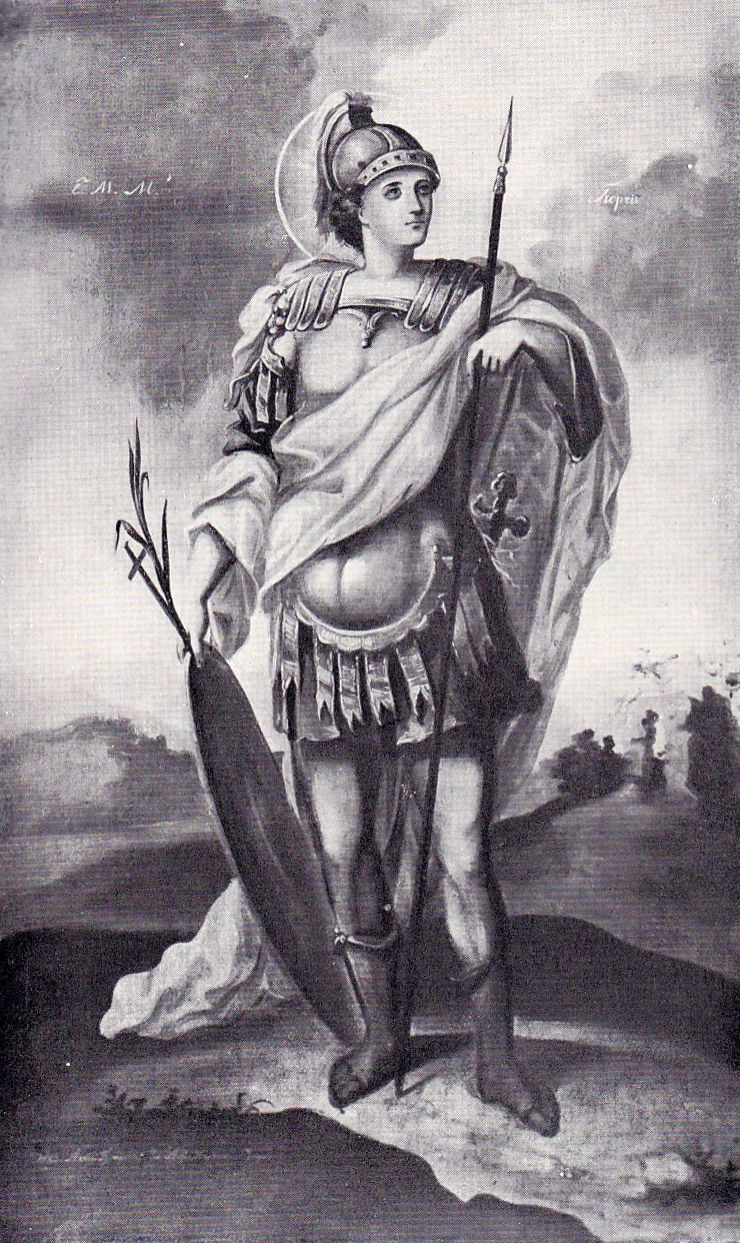
Il santo Gheorghe
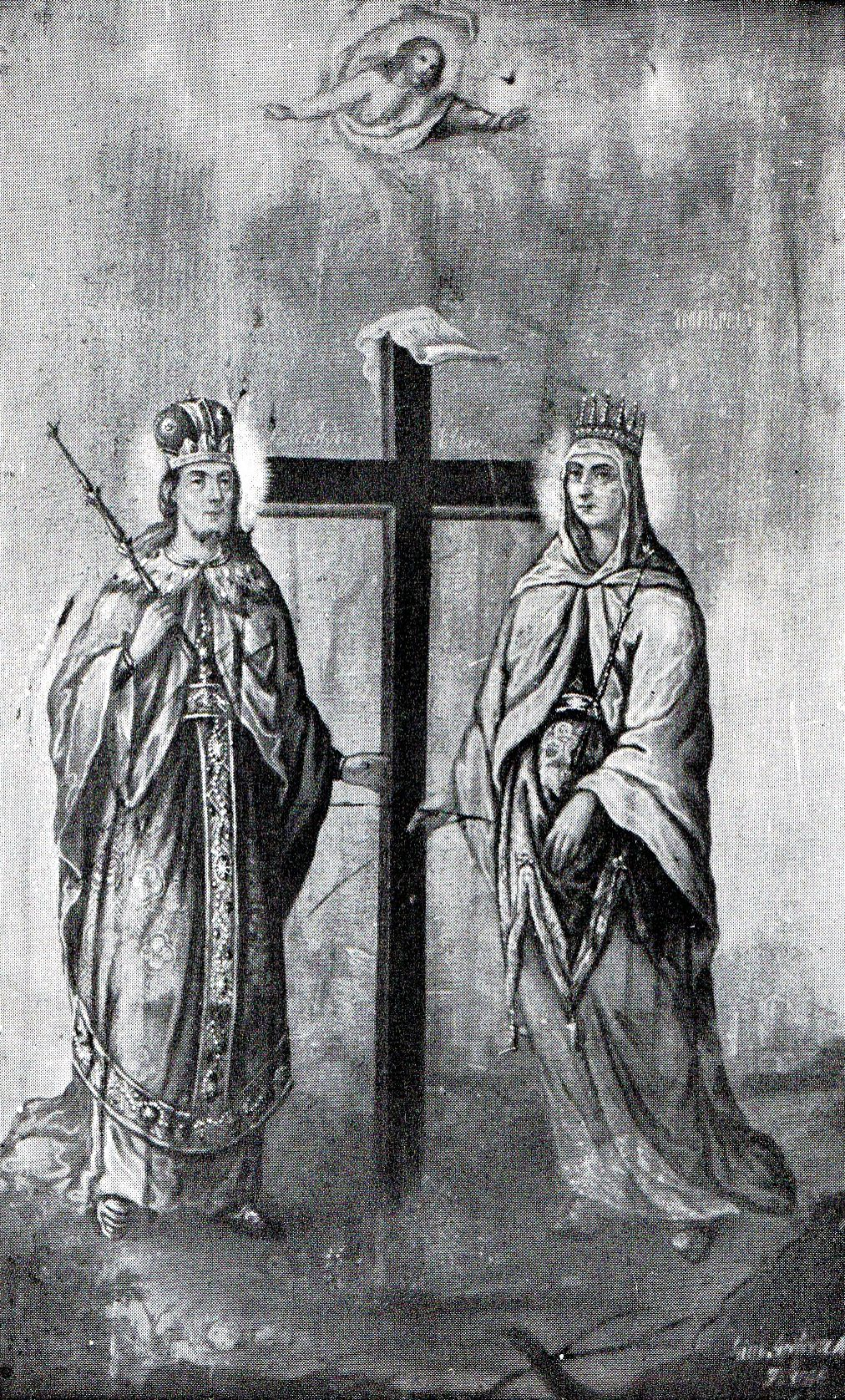
I santi Constantin ed Elena